# Nati il 28 marzo

## VII secolo(1)
- 661 - Mu'awiya ibn Yazid, califfo († 684)

## XI secolo(1)
- 1098 - Ildegarda di Bingen, monaca cristiana, scrittrice e mistica tedesca († 1179)

## XIII secolo(1)
- 1222 - Ermanno II di Turingia, nobile tedesco († 1241)

## XIV secolo(1)
- 1370 - Cabrino Fondulo, condottiero italiano († 1425)

## XV secolo(2)
- 1416 - Rao Jodha, sovrano († 1489)
- 1472 - Fra Bartolomeo, pittore italiano († 1517)

## XVI secolo(9)
- 1515 - Teresa d'Avila, religiosa e mistica spagnola († 1582)
- 1522 - Alberto Alcibiade di Brandeburgo-Kulmbach, nobile († 1557)
- 1551 - Giulio Sansedoni, vescovo cattolico italiano († 1625)
- 1554 - Ivan Ivanovič di Russia, russo († 1581)
- 1567 - Thomas Fienus, medico svizzero († 1631)
- 1569 - Ranuccio I Farnese, nobile italiano († 1622)
- 1591 - William Cecil, II conte di Salisbury, nobile e politico britannico († 1668)
- 1592 - Comenio, teologo, pedagogista e filosofo ceco († 1670)
- 1599 - Witte de With, ammiraglio olandese († 1658)

## XVII secolo(12)
- 1604 - Domenico Magri, presbitero e orientalista maltese († 1672)
- 1619 - Maurizio di Sassonia-Zeitz, nobile tedesco († 1681)
- 1622 - Ermes di Colloredo, poeta e militare italiano († 1692)
- 1630 - Silvestro Valier, politico e diplomatico italiano († 1700)
- 1638 - Frederik Ruysch, botanico e anatomista olandese († 1731)
- 1642 - Enrico Volrado di Waldeck, nobile tedesco († 1664)
- 1654 - Sofia Amalia Moth, danese († 1719)
- 1660 - Arnold Houbraken, pittore e scrittore olandese († 1719)
- 1663 - Luigi Crato di Nassau-Saarbrücken, nobile tedesco († 1713)
- 1675 - Federico Guglielmo di Meclemburgo-Schwerin, duca tedesco († 1713)
- 1675 - Giovanni Guglielmo di Sassonia-Jena, duca tedesco († 1690)
- 1691 - Charles Emil Lewenhaupt, generale svedese († 1743)

## XVIII secolo(35)
- 1708 - Ange Goudar, avventuriero e scrittore francese († 1791)
- 1709 - Aleksej Grigor'evič Razumovskij, ucraino († 1771)
- 1727 - Cosimo Betti, magistrato e poeta italiano († 1814)
- 1727 - Massimiliano III di Baviera, principe († 1777)
- 1728 - Zübeyde Sultan, principessa ottomana († 1756)
- 1731 - Giacinto Diano, pittore italiano († 1803)
- 1737 - François-Henri de Franquetot de Coigny, nobile e generale francese († 1821)
- 1737 - Francesco Zanetti, compositore e direttore d'orchestra italiano († 1788)
- 1741 - Johann Philipp von Cobenzl, politico e diplomatico austriaco († 1810)
- 1743 - Ekaterina Romanovna Voroncova, scrittrice russa († 1810)
- 1749 - Antonio Maria Doria Pamphilj, cardinale italiano († 1821)
- 1750 - Francisco de Miranda, generale, politico e patriota venezuelano († 1816)
- 1760 - Georg Adlersparre, generale, politico e scrittore svedese († 1835)
- 1760 - Thomas Clarkson, attivista britannico († 1846)
- 1763 - Emanuele Maria Thun, vescovo cattolico austriaco († 1818)
- 1764 - Nikolaj Petrovič Rezanov, politico e esploratore russo († 1807)
- 1766 - Joseph Weigl, compositore e direttore d'orchestra austriaco († 1846)
- 1767 - Motoki Shōzaemon, linguista e traduttore giapponese († 1822)
- 1773 - Hans Frisak, matematico e cartografo norvegese († 1834)
- 1777 - Antoine Germain Labarraque, chimico e farmacista francese († 1850)
- 1783 - Friedrich Wilhelm Leopold Pfeil, naturalista tedesco († 1859)
- 1785 - Teresa Carniani, poetessa, scrittrice e traduttrice italiana († 1859)
- 1785 - Ferdinando di Sassonia-Coburgo-Koháry, principe tedesco († 1851)
- 1787 - Jacques-Joseph de Cathelineau, ufficiale francese († 1832)
- 1792 - Thomas M'Clintock, farmacista statunitense († 1876)
- 1793 - Henry Schoolcraft, geografo, geologo e etnologo statunitense († 1864)
- 1794 - Emanuele Marongiu Nurra, giurista, arcivescovo cattolico e scrittore italiano († 1866)
- 1795 - Georg Heinrich Pertz, storico, archivista e diplomatista tedesco († 1876)
- 1797 - Annibale Raffaele Montalcini, arcivescovo cattolico italiano († 1861)
- 1798 - Giuseppe Francesco di Dietrichstein, nobile austriaco († 1858)
- 1798 - John Townshend, IV marchese Townshend, ufficiale inglese († 1863)
- 1799 - Karl Adolph von Basedow, medico tedesco († 1854)
- 1799 - Theodor Friedrich Klitsche de la Grange, militare prussiano († 1868)
- 1800 - Antonio Tamburini, basso-baritono italiano († 1876)
- 1800 - Johann Georg Wagler, zoologo tedesco († 1832)

## XIX secolo(160)
- 1801 - Juste Adrien Lafage, musicologo e compositore francese († 1862)
- 1802 - Vincenzo Salvagnoli, giurista e politico italiano († 1861)
- 1806 - Thomas Hare, politico britannico († 1891)
- 1806 - Carl Friedrich Nägelsbach, filologo classico tedesco († 1859)
- 1808 - Grigorij Petrovič Volkonskij, diplomatico russo († 1882)
- 1809 - George Richmond, pittore britannico († 1896)
- 1810 - Nathan Kelsey Hall, politico statunitense († 1874)
- 1810 - Alexandre Herculano, scrittore e giornalista portoghese († 1877)
- 1811 - Pasquale Loschiavo, politico italiano († 1877)
- 1811 - Giovanni Nepomuceno Neumann, vescovo cattolico boemo († 1860)
- 1812 - Pasquale Romanelli, scultore italiano († 1887)
- 1815 - Arsène Houssaye, scrittore, poeta e letterato francese († 1896)
- 1817 - Francesco de Sanctis, critico letterario, saggista e politico italiano († 1883)
- 1818 - George Greville, IV conte di Warwick, politico inglese († 1893)
- 1818 - Wade Hampton III, politico statunitense († 1902)
- 1819 - Joseph Bazalgette, ingegnere inglese († 1891)
- 1819 - André-Adolphe-Eugène Disdéri, fotografo francese († 1889)
- 1819 - Roger Fenton, fotografo inglese († 1869)
- 1819 - Edgar von Westphalen, politico tedesco († 1890)
- 1820 - Pietro Mazza, avvocato, giornalista e politico italiano († 1891)
- 1820 - William Howard Russell, giornalista irlandese († 1907)
- 1821 - Francesco Proto, politico italiano († 1892)
- 1822 - Hermann Kanzler, generale tedesco († 1888)
- 1824 - Rostislav Andreevič Fadeev, storico, giornalista e militare russo († 1883)
- 1824 - Jules Haime, naturalista, geologo e paleontologo francese († 1856)
- 1824 - Branko Radičević, scrittore serbo († 1853)
- 1825 - Giuseppe Giacomo Alvisi, medico, giornalista e avvocato italiano († 1892)
- 1825 - Melchiorre De Filippis Delfico, compositore, cantante lirico e librettista italiano († 1895)
- 1828 - Melchior Anderegg, alpinista svizzero († 1914)
- 1828 - Étienne Carjat, disegnatore, fotografo e giornalista francese († 1906)
- 1830 - Christoph von Sigwart, filosofo e logico tedesco († 1904)
- 1831 - Teofilo Sola, imprenditore italiano († 1879)
- 1834 - Rufus Bullock, politico statunitense († 1907)
- 1834 - Giuseppe Sante Carrara, patriota italiano († 1880)
- 1836 - Emmanuel Benner, pittore francese († 1896)
- 1836 - Jean Benner, pittore francese († 1906)
- 1836 - Arthur von Oettingen, fisico e teorico della musica tedesco († 1920)
- 1837 - Wilhelm Kühne, fisiologo tedesco († 1900)
- 1838 - Jean-Paul Laurens, pittore e scultore francese († 1921)
- 1839 - Achille Fazzari, politico italiano († 1910)
- 1839 - Pietro Landolina, politico italiano († 1885)
- 1839 - Giovan Battista Magnaghi, oceanografo, politico e progettista italiano († 1902)
- 1839 - Julius Schubring, filologo classico tedesco († 1914)
- 1840 - Emin Pascià, medico, naturalista e esploratore tedesco († 1892)
- 1841 - Alfonso di Borbone-Due Sicilie, nobile italiano († 1934)
- 1842 - Bartolomeo Bacilieri, cardinale e vescovo cattolico italiano († 1923)
- 1842 - Edward Scofield, politico e militare statunitense († 1925)
- 1844 - Filippo di Sassonia-Coburgo-Koháry, principe († 1921)
- 1846 - Enrico XXII di Reuss-Greiz, principe tedesco († 1902)
- 1848 - Fabrizio Colonna Avella, politico italiano († 1923)
- 1850 - Emidio Cerulli, politico italiano († 1909)
- 1851 - Carolina Invernizio, scrittrice italiana († 1916)
- 1851 - Bernardino Machado, politico e diplomatico portoghese († 1944)
- 1853 - Pierre Bazy, chirurgo francese († 1934)
- 1853 - Jacob Breda Bull, scrittore, giornalista e editore norvegese († 1930)
- 1853 - Antonio Carlini, scultore e pittore italiano († 1945)
- 1853 - Rudolf Kittel, biblista tedesco († 1929)
- 1855 - Konrad Rieger, psichiatra tedesco († 1939)
- 1855 - Otto Schrader, filologo tedesco († 1919)
- 1856 - Willis George Emerson, scrittore e politico statunitense († 1918)
- 1857 - John George Alexander Leishman, imprenditore e diplomatico statunitense († 1924)
- 1858 - Luis Barros Borgoño, avvocato e politico cileno († 1943)
- 1858 - Federico Kiesow, psicologo tedesco († 1940)
- 1858 - Joséphin Péladan, scrittore, pittore e esoterista francese († 1918)
- 1859 - Alfred Dobson, calciatore inglese († 1932)
- 1859 - Vladimir Fran Mažuranić, scrittore croato († 1928)
- 1860 - Serafino Belfanti, medico e politico italiano († 1939)
- 1860 - Resan Hanim, ottomana († 1910)
- 1861 - Étienne Dinet, pittore e incisore francese († 1929)
- 1862 - Angelo Battelli, fisico e politico italiano († 1916)
- 1862 - Aristide Briand, politico e diplomatico francese († 1932)
- 1862 - Annibale Vigna, avvocato e politico italiano († 1924)
- 1863 - Sylvain Lévi, storico delle religioni, orientalista e filologo francese († 1935)
- 1864 - Agostino Dodero, entomologo italiano († 1937)
- 1865 - Giuseppe Francesco Ferrari, generale italiano († 1943)
- 1866 - Leonard Cuff, dirigente sportivo, lunghista e crickettista neozelandese († 1954)
- 1866 - Jimmy Ross, calciatore scozzese († 1902)
- 1868 - Cuno Amiet, pittore, illustratore e scultore svizzero († 1961)
- 1868 - Maksim Gor'kij, scrittore e drammaturgo russo († 1936)
- 1871 - Willem Mengelberg, direttore d'orchestra e compositore olandese († 1951)
- 1872 - Ingolf Elster Christensen, politico norvegese († 1943)
- 1872 - Otto Dimroth, chimico tedesco († 1940)
- 1872 - José Sanjurjo, generale spagnolo († 1936)
- 1872 - Pier Augusto Tagliaferri, pittore e decoratore italiano († 1909)
- 1873 - John Geiger, canottiere statunitense († 1956)
- 1873 - Harry Thickett, calciatore inglese († 1920)
- 1875 - Camillo Cantarano, magistrato e politico italiano († 1961)
- 1875 - Ragnhild Jølsen, scrittrice norvegese († 1908)
- 1875 - Gyula Kakas, ginnasta ungherese († 1928)
- 1875 - Helen Westley, attrice statunitense († 1942)
- 1876 - William Eugene Drummond, architetto statunitense († 1948)
- 1876 - Dario Lupi, politico italiano († 1932)
- 1877 - Francisco de Campos Barreto, vescovo cattolico brasiliano († 1941)
- 1877 - William Garcia, maratoneta statunitense († 1951)
- 1877 - Cecil Boden Kloss, zoologo britannico († 1949)
- 1878 - Jenő Bayer, calciatore ungherese († 1953)
- 1878 - Paul Lemoine, geologo francese († 1940)
- 1878 - Camillo Martinoni, politico e pilota automobilistico italiano († 1960)
- 1879 - Traolach Mac Suibhne, attivista, politico e scrittore irlandese († 1920)
- 1880 - Virginia Angiola Borrino, medico e pediatra italiana († 1965)
- 1880 - Fritz Klatte, chimico tedesco († 1934)
- 1880 - Louis Wolheim, attore, sceneggiatore e regista statunitense († 1931)
- 1881 - Martin Sheridan, discobolo, pesista e lunghista statunitense († 1918)
- 1882 - Nazzareno Mezzetti, sindacalista e politico italiano († 1943)
- 1883 - Gyula Mészáros, etnografo e turcologo ungherese († 1957)
- 1884 - Fritz Heckert, rivoluzionario e politico tedesco († 1936)
- 1884 - Carl Wilhelm Petersén, giocatore di curling svedese († 1973)
- 1885 - Marc Delmas, scrittore francese († 1931)
- 1886 - Stanisław Leśniewski, logico, filosofo e docente polacco († 1939)
- 1887 - Oreste Albertini, pittore italiano († 1953)
- 1887 - Sigrid Fick, tennista finlandese († 1979)
- 1888 - Umberto Moricca, latinista italiano († 1948)
- 1888 - Harald Smedvik, ginnasta norvegese († 1956)
- 1889 - Lola Braccini, attrice e doppiatrice italiana († 1969)
- 1889 - Carl Folcker, ginnasta svedese († 1911)
- 1889 - Fernanda Negri Pouget, attrice italiana († 1955)
- 1889 - Federico Ravagli, scrittore e giornalista italiano († 1968)
- 1890 - Herbert Bliss, calciatore inglese († 1968)
- 1890 - Gertrud Papendick, scrittrice e insegnante tedesca († 1982)
- 1890 - Eligio Perucca, fisico italiano († 1965)
- 1890 - Paul Whiteman, direttore d'orchestra statunitense († 1967)
- 1891 - Giacomo Dal Monte Casoni, politico italiano († 1968)
- 1891 - Vincenzo Dapino, generale italiano († 1957)
- 1891 - Francesco Marchini Camia, politico italiano († 1960)
- 1892 - James Vincenzo Capone, militare italiano († 1952)
- 1892 - Homer Hasenpflug Dubs, sinologo e storico statunitense († 1969)
- 1892 - Corneille Jean François Heymans, medico e farmacologo belga († 1968)
- 1893 - Julius Buckler, militare e aviatore tedesco († 1960)
- 1893 - Antonio Lago, ingegnere italiano († 1960)
- 1893 - Mario Malagoli, calciatore italiano († 1930)
- 1893 - Spyros Skouras, produttore cinematografico greco († 1971)
- 1894 - Wallace Carlson, regista statunitense († 1967)
- 1894 - Giuseppe Forlivesi, allenatore di calcio e calciatore italiano († 1971)
- 1894 - Alessandro Ghena, calciatore italiano († 1919)
- 1894 - Ernst Lindemann, militare e marinaio tedesco († 1941)
- 1894 - Nils Svenningsen, diplomatico danese († 1985)
- 1895 - Giuseppe Francesco d'Asburgo-Lorena, principe austriaco († 1957)
- 1895 - Alfred Gehri, commediografo, sceneggiatore e regista svizzero († 1972)
- 1895 - Christian Archibald Herter, politico e statistico statunitense († 1966)
- 1895 - James McCudden, aviatore britannico († 1918)
- 1896 - Giuseppe Lupis, giornalista e politico italiano († 1979)
- 1896 - Nadejda Michajlovna de Torby, marchesa († 1963)
- 1897 - Yusuke Hagihara, astronomo giapponese († 1979)
- 1897 - Sepp Herberger, calciatore e allenatore di calcio tedesco († 1977)
- 1897 - Gerardo Matos Rodríguez, musicista, compositore e giornalista uruguaiano († 1948)
- 1897 - Victor Mills, chimico e inventore statunitense († 1997)
- 1897 - Cesare Pressio Colonnese, politico italiano
- 1897 - Guido Ros, calciatore italiano
- 1897 - Jerzy Zabielski, schermidore polacco († 1958)
- 1898 - László Fodor, commediografo e giornalista ungherese († 1978)
- 1898 - Anton Kugler, calciatore tedesco († 1962)
- 1898 - Ferdinando Rosati, politico italiano († 1938)
- 1899 - Alessandro Cutolo, conduttore televisivo e medievista italiano († 1995)
- 1899 - Folke Kirkemo, calciatore norvegese († 1967)
- 1899 - Ugo Luccichenti, ingegnere e architetto italiano († 1976)
- 1899 - John C. H. Wu, giurista e scrittore cinese († 1986)
- 1900 - Fosco Giachetti, attore italiano († 1974)
- 1900 - Achille Longo, compositore italiano († 1954)
- 1900 - Günther Wrede, storico e archivista tedesco († 1977)
- 1900 - Emmy Zehden, antifascista tedesca († 1944)

## XX secolo(885)
- 1901 - Fritz Hagmann, lottatore svizzero († 1974)
- 1901 - Marta di Svezia, principessa svedese († 1954)
- 1902 - Giovanni Boaga, matematico e geodeta italiano († 1961)
- 1902 - Aimé Dossche, ciclista su strada e dirigente sportivo belga († 1985)
- 1902 - Ludvigs Dudaņecs, calciatore lettone
- 1902 - Flora Robson, attrice britannica († 1984)
- 1902 - Percy Peter, nuotatore e pallanuotista britannico († 1986)
- 1903 - Athos Bertacchini, calciatore italiano († 1982)
- 1903 - Gerardo Conforti, cavaliere italiano († 1982)
- 1903 - Július Jakoby, pittore slovacco († 1985)
- 1903 - Kurt Moeschter, canottiere tedesco († 1959)
- 1903 - Rudolf Serkin, pianista austriaco († 1991)
- 1903 - Hiroshi Shimizu, regista giapponese († 1966)
- 1903 - Charles Starrett, attore statunitense († 1986)
- 1903 - Franciscus van Wieringen, schermidore olandese († 1997)
- 1904 - Day Keene, scrittore e sceneggiatore statunitense († 1969)
- 1904 - Hjalmar Nyström, lottatore finlandese († 1960)
- 1905 - Pandro S. Berman, produttore cinematografico statunitense († 1996)
- 1905 - René Maheu, insegnante e funzionario francese († 1975)
- 1905 - Marlin Perkins, zoologo e conduttore televisivo statunitense († 1986)
- 1905 - Jean-Pierre Weisgerber, calciatore lussemburghese († 1994)
- 1906 - Boleslaw Barlog, regista tedesco († 1999)
- 1906 - Jim Bausch, multiplista statunitense († 1974)
- 1906 - Jack Guest, canottiere canadese († 1972)
- 1906 - Joseph Wright Jr., canottiere canadese († 1981)
- 1906 - Egon Zill, ufficiale tedesco († 1974)
- 1907 - Max Heinrich, calciatore svizzero († 1991)
- 1907 - Blažo Jovanović, politico e partigiano jugoslavo († 1976)
- 1907 - Romeo Rivers, hockeista su ghiaccio canadese († 1986)
- 1907 - Lucia dos Santos, monaca cristiana portoghese († 2005)
- 1908 - Grégoire Aslan, attore armeno († 1982)
- 1908 - Riccardo Lombardi, predicatore e religioso italiano († 1979)
- 1908 - Åke Nauman, pallanuotista svedese († 1995)
- 1908 - Francesco Quaroni, dirigente d'azienda italiano († 1990)
- 1909 - Nelson Algren, scrittore, poeta e giornalista statunitense († 1981)
- 1909 - Bobby Breiter, hockeista su ghiaccio svizzero († 1985)
- 1909 - Erich Hanisch, canoista tedesco
- 1909 - Willi Huttig, fotografo e alpinista tedesco († 2001)
- 1909 - Ján Mudroch, pittore slovacco († 1968)
- 1909 - Joan José Nogués, allenatore di calcio e calciatore spagnolo († 1998)
- 1909 - Gene Ronzani, giocatore di football americano e allenatore di football americano statunitense († 1975)
- 1909 - Walter H. Tyler, scenografo statunitense († 1990)
- 1910 - Dante Cleri, attore e cantante italiano († 1982)
- 1910 - Emma Coen Pirani, bibliotecaria italiana († 1999)
- 1910 - Ingrid di Svezia, regina († 2000)
- 1910 - Joseph Oliver Bowers, vescovo cattolico dominicense († 2012)
- 1911 - Myfanwy Piper, critica d'arte e librettista britannica († 1997)
- 1911 - Ludovico Quaroni, urbanista, architetto e saggista italiano († 1987)
- 1911 - Oldřich Rulc, calciatore cecoslovacco († 1969)
- 1911 - Ángel Sabata, nuotatore e pallanuotista spagnolo († 1990)
- 1911 - Consalvo Sanesi, pilota automobilistico italiano († 1998)
- 1911 - Heinrich Sonnrein, calciatore tedesco († 1944)
- 1911 - Rudolf Zöhrer, calciatore austriaco († 2000)
- 1912 - Leandrina Bulzacchi, mezzofondista italiana
- 1912 - A. Bertram Chandler, scrittore di fantascienza australiano († 1984)
- 1912 - Sandro Dalla Libera, organista, compositore e musicologo italiano († 1974)
- 1912 - Léon-Gontran Damas, scrittore, poeta e politico francese († 1978)
- 1912 - Lucille Fletcher, scrittrice statunitense († 2000)
- 1912 - Kenji Hatanaka, militare giapponese († 1945)
- 1912 - Frank Lovejoy, attore statunitense († 1962)
- 1912 - Marina Raskova, aviatrice e militare sovietica († 1943)
- 1913 - Giuseppe Codacci Pisanelli, politico e giurista italiano († 1988)
- 1913 - Kurt Dossin, pallamanista tedesco († 2004)
- 1913 - Jean-Marie Goasmat, ciclista su strada francese († 2006)
- 1913 - Régis Lepreux, sollevatore francese († 1979)
- 1913 - Tōkō Shinoda, artista giapponese († 2021)
- 1913 - José Sánchez del Río, santo messicano († 1928)
- 1913 - Kazuo Taoka, mafioso giapponese († 1981)
- 1914 - Edward Anhalt, sceneggiatore statunitense († 2000)
- 1914 - Giacomo Busiello, calciatore e allenatore di calcio italiano
- 1914 - Guido Carli, dirigente pubblico, economista e politico italiano († 1993)
- 1914 - Bohumil Hrabal, scrittore ceco († 1997)
- 1914 - Eduardo Kapstein, cestista cileno († 1997)
- 1914 - Edmund Muskie, politico statunitense († 1996)
- 1914 - Clara Petrella, soprano italiano († 1987)
- 1914 - Everett Ruess, poeta e scrittore statunitense
- 1914 - Boris Andreevič Sacharov, ingegnere e compositore di scacchi russo († 1973)
- 1914 - Ettore Spora, politico italiano († 1990)
- 1915 - Kurt Aland, teologo tedesco († 1994)
- 1915 - Rosario Assunto, filosofo italiano († 1994)
- 1915 - Edilberto Campadese, bobbista italiano († 2003)
- 1915 - Roberto Cenci, pittore italiano († 1989)
- 1915 - Hiroshi Hamaya, fotografo giapponese († 1999)
- 1915 - Jay Livingston, paroliere e compositore statunitense († 2001)
- 1915 - Guglielmo Mozzoni, nobile, architetto e partigiano italiano († 2014)
- 1915 - Maria Peron, infermiera e partigiana italiana († 1976)
- 1916 - Henrietta Leaver, modella statunitense († 1993)
- 1917 - Walter Aronsson, bobbista svedese († 2010)
- 1917 - Oscar Chirimini, calciatore uruguaiano († 1961)
- 1917 - Jack Dunn, pattinatore artistico su ghiaccio britannico († 1938)
- 1917 - Decio Scardaccione, economista e politico italiano († 2003)
- 1917 - Sergio Scarpa, politico italiano († 2007)
- 1918 - Youly Algaroff, ballerino russo († 1995)
- 1918 - Norbert Carbonnaux, regista cinematografico e sceneggiatore francese († 1997)
- 1918 - Anselmo Colzani, baritono italiano († 2006)
- 1918 - David Ferrie, aviatore statunitense († 1967)
- 1919 - Armando Di Pasquale, storico italiano († 2016)
- 1919 - Paul Doktor, violista austriaco († 1989)
- 1919 - Max Prieto, calciatore messicano († 1998)
- 1919 - Paolo Valori, gesuita e teologo italiano († 2003)
- 1920 - Lidia De Grada, politica, insegnante e giornalista italiana († 2005)
- 1920 - Kelpo Gröndahl, lottatore finlandese († 1994)
- 1920 - Alvaro Lasi, calciatore italiano
- 1920 - Aiace Parolin, direttore della fotografia italiano († 2016)
- 1921 - Lucien Acou, ciclista su strada, pistard e dirigente sportivo belga († 2016)
- 1921 - Gerardo Bernard, calciatore italiano († 1999)
- 1921 - Domenico Bosi, allenatore di calcio e calciatore italiano († 2021)
- 1921 - Aubrey Davis, cestista e giocatore di baseball statunitense († 1996)
- 1921 - Herschel Grynszpan, assassino polacco
- 1921 - Lanfranco Zucalli, politico italiano († 2006)
- 1921 - Dirk Bogarde, attore, cantante e scrittore britannico († 1999)
- 1922 - Theo Albrecht, imprenditore tedesco († 2010)
- 1922 - Mirella Bentivoglio, artista e poetessa italiana († 2017)
- 1922 - Joey Maxim, pugile statunitense († 2001)
- 1922 - Helge Bronée, calciatore danese († 1999)
- 1922 - Felice Chiusano, cantante e batterista italiano († 1990)
- 1922 - John Trevor Godfrey, militare, aviatore e politico statunitense († 1958)
- 1922 - Grace Hartigan, pittrice statunitense († 2008)
- 1922 - Olle Länsberg, scrittore e sceneggiatore svedese († 1998)
- 1923 - Israel Nathan Herstein, matematico polacco († 1988)
- 1923 - Thad Jones, trombettista e compositore statunitense († 1986)
- 1923 - Ine Schäffer, pesista e discobola austriaca († 2009)
- 1923 - Tadeusz Ulatowski, cestista e allenatore di pallacanestro polacco († 2012)
- 1923 - René Vuaillat, progettista francese († 1992)
- 1924 - Freddie Bartholomew, attore, produttore televisivo e regista televisivo irlandese († 1992)
- 1924 - Pio Bigo, operaio, partigiano e superstite dell'Olocausto italiano († 2013)
- 1924 - Antonio Cariglia, politico italiano († 2010)
- 1924 - Birte Christoffersen, ex tuffatrice danese
- 1924 - Gunther Stent, chimico e biologo tedesco († 2008)
- 1924 - Tengku Budriah, sovrana malese († 2008)
- 1924 - Emidio Vittori, bibliotecario e poeta italiano († 1985)
- 1925 - Vincenzo Cabianca, ingegnere e urbanista italiano († 2015)
- 1925 - Oszkár Csuvik, pallanuotista ungherese († 2008)
- 1925 - Dorothy DeBorba, attrice statunitense († 2010)
- 1925 - Libero Della Briotta, politico italiano († 1985)
- 1925 - Sirio Giannini, scrittore italiano († 1960)
- 1925 - Alberto Grimaldi, produttore cinematografico italiano († 2021)
- 1925 - Malcolm Newlands, calciatore scozzese († 1996)
- 1925 - Orlando Pucci, partigiano e sindacalista italiano († 2007)
- 1925 - Innokentij Michajlovič Smoktunovskij, attore russo († 1994)
- 1926 - Cayetana Fitz-James Stuart, nobile spagnola († 2014)
- 1926 - Bob Ogle, animatore, sceneggiatore e doppiatore statunitense († 1984)
- 1927 - Onorio Busnelli, ex calciatore italiano
- 1927 - Theo Colborn, ecologa statunitense († 2014)
- 1927 - Edda Fagni, politica e sindacalista italiana († 1996)
- 1927 - Waldemar González, calciatore uruguaiano
- 1927 - Giovanni Menozzi, ex calciatore italiano
- 1927 - Bruno Ragazzo, calciatore italiano († 2017)
- 1928 - Elio Bertin, pittore, designer e imprenditore italiano
- 1928 - Zbigniew Brzezinski, politico e politologo polacco († 2017)
- 1928 - Alexander Grothendieck, matematico apolide († 2014)
- 1928 - Henk van Lijnschooten, compositore olandese († 2006)
- 1928 - Joseph McGrath, regista scozzese
- 1928 - Luigi Origgi, calciatore italiano († 1993)
- 1928 - Gunilla Palmstierna-Weiss, costumista, scenografa e scultrice svizzera († 2022)
- 1928 - Bob Sohl, nuotatore statunitense († 2001)
- 1929 - Paul England, pilota automobilistico australiano († 2014)
- 1929 - Evgenij Klevcov, ciclista su strada sovietico († 2003)
- 1929 - Ferruccio Mosetti, fisico e oceanografo italiano († 1992)
- 1929 - John Raphael Quinn, arcivescovo cattolico statunitense († 2017)
- 1930 - Robert Ashley, compositore statunitense († 2014)
- 1930 - Jacques Brichant, tennista belga († 2011)
- 1930 - Ciccio Franco, politico, sindacalista e attivista italiano († 1991)
- 1930 - Jerome Isaac Friedman, fisico statunitense
- 1930 - Amelia Rosselli, poetessa, organista e etnomusicologa italiana († 1996)
- 1930 - Albert S. Ruddy, produttore cinematografico, produttore televisivo e sceneggiatore canadese († 2024)
- 1930 - Jozef Smits, pallanuotista belga († 2002)
- 1931 - Franco Boiardi, politico italiano († 2009)
- 1931 - Stelio Candelli, attore italiano († 2017)
- 1931 - Frédéric de Pasquale, attore francese († 2001)
- 1931 - Anatolij Lejn, scacchista statunitense († 2018)
- 1931 - Vincenzo Mancini, politico italiano († 1996)
- 1932 - Suzana Amaral, regista e sceneggiatrice brasiliana († 2020)
- 1932 - Pietro Bisio, pittore italiano
- 1932 - Lorenzo Cantarello, canoista e dirigente sportivo italiano († 2013)
- 1932 - Xenia Pörtner, attrice tedesca († 2005)
- 1933 - James Bidgood, fotografo e regista statunitense († 2022)
- 1933 - Aleksandr Naumovič Mitta, regista sovietico († 2025)
- 1933 - Tete Montoliu, pianista e compositore spagnolo († 1997)
- 1933 - Frank Murkowski, politico statunitense
- 1933 - Juan Sandoval Íñiguez, cardinale e arcivescovo cattolico messicano
- 1933 - Jerzy Strzałka, schermidore polacco († 1976)
- 1933 - Ian Vermaak, tennista sudafricano († 2025)
- 1934 - Gordon Adam, politico e ingegnere britannico
- 1934 - Franco Antonelli, mezzofondista italiano († 2022)
- 1934 - Cvjatko Barčovski, cestista e allenatore di pallacanestro bulgaro († 2019)
- 1934 - Lester R. Brown, agronomo, scrittore e ambientalista statunitense
- 1934 - Anna Maria Bugliari, attrice italiana
- 1934 - Santuzza Calì, costumista e scenografa italiana
- 1934 - Donald R. Davis, entomologo statunitense († 2024)
- 1934 - Vladimir Dimitrijević, editore e scrittore serbo († 2011)
- 1934 - Alfredo Franci, ex calciatore italiano
- 1934 - Kazimír Gajdoš, calciatore cecoslovacco († 2016)
- 1934 - Poul Jensen, calciatore danese († 2000)
- 1934 - Rex King, giocatore di snooker australiano
- 1934 - Italo Lupi, grafico, architetto e giornalista italiano († 2023)
- 1934 - Ilaria Occhini, attrice italiana († 2019)
- 1934 - Cvetko Savov, ex cestista bulgaro
- 1934 - Graham Vearncombe, calciatore gallese († 1992)
- 1935 - Munir Ahmed Dar, hockeista su prato pakistano († 2011)
- 1935 - Hubert Hahne, pilota automobilistico tedesco († 2019)
- 1935 - Michael Parkinson, conduttore televisivo, conduttore radiofonico e giornalista britannico († 2023)
- 1935 - Józef Szmidt, triplista polacco († 2024)
- 1935 - Bill Thieben, cestista statunitense († 2021)
- 1935 - Carlos Vasino, cestista argentino († 2007)
- 1935 - Eusebio Vélez, ciclista su strada e dirigente sportivo spagnolo († 2020)
- 1935 - Sergio Zoppi, saggista e politico italiano
- 1936 - Adalberto Bortolotti, giornalista italiano
- 1936 - Veronika Fitz, attrice tedesca († 2020)
- 1936 - Yohanan Friedmann, arabista e islamista israeliano
- 1936 - Bill Gaither, cantante statunitense
- 1936 - Amancio Ortega, imprenditore spagnolo
- 1936 - Mario Vargas Llosa, scrittore e drammaturgo peruviano († 2025)
- 1937 - Afra Bianchin, architetta, designer e restauratrice italiana († 2011)
- 1937 - Luciano De Ambrosis, attore, doppiatore e direttore del doppiaggio italiano
- 1937 - Davit Gvantseladze, lottatore sovietico († 1984)
- 1937 - Giovanni Marongiu, avvocato e politico italiano († 2021)
- 1937 - Gianni Angelo Pedrini, liutaio italiano († 2018)
- 1937 - Paavo Suhonen, ex cestista finlandese
- 1937 - Fausto Vicino, ex calciatore italiano
- 1938 - Jacques Caballé, ex cestista e allenatore di pallacanestro francese
- 1938 - Genco Erkal, attore e attivista turco († 2024)
- 1938 - Lowery Kirk, cestista statunitense († 2018)
- 1938 - Stanisław Olejniczak, cestista polacco († 2022)
- 1938 - Marta Skupilová, nuotatrice cecoslovacca († 2017)
- 1939 - Margaret Edwards, ex nuotatrice britannica
- 1939 - Giambattista Moschino, calciatore e allenatore di calcio italiano († 2019)
- 1939 - Benito Pacifico, attore e stuntman italiano († 2008)
- 1939 - David Whitney, gallerista, collezionista d'arte e critico d'arte statunitense († 2005)
- 1940 - Giuseppe Andrich, vescovo cattolico italiano
- 1940 - José Luis Azcona Hermoso, vescovo cattolico e missionario spagnolo († 2024)
- 1940 - Russell Banks, scrittore e poeta statunitense († 2023)
- 1940 - Francesco Alberto Covello, politico italiano
- 1940 - Luis Cubilla, allenatore di calcio e calciatore uruguaiano († 2013)
- 1940 - Bärbel Fuhrmann, ex nuotatrice tedesca
- 1940 - Estelle Kohler, attrice britannica
- 1940 - Kevin Loughery, ex cestista e allenatore di pallacanestro statunitense
- 1940 - Fulvio Macchi, ex calciatore italiano
- 1940 - Takayuki Okazaki, ex lunghista, triplista e velocista giapponese
- 1940 - John Michael Plumb, cavaliere statunitense
- 1940 - Peter Skerl, regista e sceneggiatore apolide († 2020)
- 1940 - Roberto Vitali, politico italiano
- 1941 - Walter van den Broeck, scrittore e drammaturgo belga († 2024)
- 1941 - Alf Clausen, compositore statunitense († 2025)
- 1941 - Rodolphe Ghiglione, psicologo francese († 1999)
- 1941 - Nicola Martinucci, tenore italiano
- 1941 - Jeffrey Moussaieff Masson, psicoanalista e scrittore statunitense
- 1941 - Charlie McCoy, armonicista e chitarrista statunitense
- 1941 - Jaime Pardo Leal, politico, avvocato e sindacalista colombiano († 1987)
- 1941 - Franco Sorrenti, musicista e chitarrista italiano († 2002)
- 1941 - H. Eugene Stanley, fisico statunitense
- 1941 - Jim Turner, giocatore di football americano statunitense († 2023)
- 1941 - Johnny Watkiss, ex calciatore australiano
- 1941 - Rolf Zacher, attore tedesco († 2018)
- 1942 - Bernard Darniche, ex pilota di rally francese
- 1942 - Daniel Dennett, filosofo e logico statunitense († 2024)
- 1942 - Neil Kinnock, politico britannico
- 1942 - Giovanni Merenda, pittore e scrittore italiano († 2018)
- 1942 - Luciano Monari, vescovo cattolico italiano
- 1942 - Mike Newell, regista e produttore cinematografico britannico
- 1942 - Samuel Ramey, basso statunitense
- 1942 - Hans Conrad Schumann, militare tedesco († 1998)
- 1942 - Jerry Sloan, cestista e allenatore di pallacanestro statunitense († 2020)
- 1942 - Giordano Turrini, ex pistard italiano
- 1942 - Pål Tyldum, ex fondista norvegese
- 1943 - Maurizio De Luca, giornalista e scrittore italiano († 2014)
- 1943 - Richard Eyre, regista, sceneggiatore e direttore artistico britannico
- 1943 - Conchata Ferrell, attrice statunitense († 2020)
- 1943 - Denílson Custódio Machado, calciatore brasiliano († 2024)
- 1943 - Giovanni Pettenella, pistard e ciclista su strada italiano († 2010)
- 1943 - Richard Stilgoe, paroliere, librettista e compositore britannico
- 1943 - Jimmy Wang Yu, attore, regista e produttore cinematografico cinese († 2022)
- 1944 - Rick Barry, ex cestista e allenatore di pallacanestro statunitense
- 1944 - Hans Bettembourg, ex sollevatore svedese
- 1944 - Ken Howard, attore statunitense († 2016)
- 1944 - Bernard Montrenaud, ex tennista francese
- 1944 - Giuseppe Mulas, politico italiano
- 1944 - František Pála, ex tennista cecoslovacco
- 1944 - Franco Rizzi, storico italiano († 2017)
- 1944 - Jack Eric Williams, attore, compositore e paroliere statunitense († 1994)
- 1945 - Hans Brunhart, politico liechtensteinese
- 1945 - Sally Carr, cantante britannica
- 1945 - Patricia Crone, orientalista danese († 2015)
- 1945 - Maxon Crumb, artista statunitense
- 1945 - Rodrigo Duterte, politico filippino
- 1945 - Johnny Famechon, pugile francese († 2022)
- 1945 - Oscar Higa, karateka e maestro di karate giapponese
- 1945 - Nick Jones, ex cestista statunitense
- 1945 - Alberto Meda, designer italiano
- 1945 - Pierre Michon, scrittore e opinionista francese
- 1946 - Claudette Herbster-Josland, ex schermitrice francese
- 1946 - Wubbo Ockels, fisico e astronauta olandese († 2014)
- 1946 - Henry Paulson, politico e banchiere statunitense
- 1946 - Teresa Sarti Strada, filantropa italiana († 2009)
- 1946 - Alejandro Toledo, politico peruviano
- 1946 - Ralph Willard, ex cestista, allenatore di pallacanestro e dirigente sportivo statunitense
- 1947 - Vincenzo Cerulli Irelli, politico italiano
- 1947 - Rita Da Re, scultrice e pittrice italiana († 2008)
- 1947 - Roberto Dal Cortivo, politico italiano
- 1947 - Gian Paolo Guidetti, allenatore di pallavolo italiano
- 1947 - David McKinley, politico statunitense
- 1947 - Cesarino Monti, politico italiano († 2012)
- 1947 - Oswaldo Ramírez, ex calciatore peruviano
- 1948 - Walter Balmer, calciatore svizzero († 2010)
- 1948 - Pete Cross, cestista statunitense († 1977)
- 1948 - John Evan, tastierista britannico
- 1948 - Sam Lacey, cestista statunitense († 2014)
- 1948 - Gennaro Pascarella, vescovo cattolico italiano
- 1948 - Michele Sovente, poeta italiano († 2011)
- 1948 - Paolo Vigevano, dirigente d'azienda e politico italiano
- 1948 - Dianne Wiest, attrice statunitense
- 1948 - Milan Williams, tastierista statunitense († 2006)
- 1949 - Josephine Chaplin, attrice statunitense († 2023)
- 1949 - Ernst Diehl, allenatore di calcio e ex calciatore tedesco
- 1949 - Vitalij Konstantinov, ex lottatore russo
- 1949 - Markku Laakso, medico finlandese
- 1949 - Mike McNamara, allenatore di hockey su ghiaccio e ex hockeista su ghiaccio canadese
- 1949 - Moses Pendleton, danzatore e coreografo statunitense
- 1949 - Ronnie Ray Smith, velocista statunitense († 2013)
- 1949 - Leslie Valiant, informatico britannico
- 1949 - Crissy Wilzak, ballerina, cantante e attrice statunitense
- 1949 - Michael Warren Young, genetista e biologo statunitense
- 1950 - Alessandra Cecchetto Coco, politica e ginecologa italiana
- 1950 - Bobby Cochran, chitarrista statunitense
- 1950 - Dinesh Dhamija, politico e imprenditore britannico
- 1950 - Germán Efromovich, imprenditore e manager boliviano
- 1950 - Chuck Jura, ex cestista statunitense
- 1950 - Jan Paweł Lenga, arcivescovo cattolico e missionario polacco
- 1950 - Antonio Lo Muscio, terrorista italiano († 1977)
- 1950 - Claudio Lolli, cantautore e scrittore italiano († 2018)
- 1950 - Paolo Torrisi, attore, doppiatore e direttore del doppiaggio italiano († 2005)
- 1950 - Benito Zanutto, ex calciatore italiano
- 1951 - Massimo Bonetti, attore italiano
- 1951 - Adel Ibrahim, ex cestista egiziano
- 1951 - Ettore Losini, musicista italiano
- 1951 - Matti Pellonpää, attore finlandese († 1995)
- 1951 - Chip Reese, giocatore di poker statunitense († 2007)
- 1951 - Roberto Tiraboschi, drammaturgo, sceneggiatore e scrittore italiano
- 1952 - Giuseppe Bertin, astrofisico italiano
- 1952 - Tony Brise, pilota di Formula 1 britannico († 1975)
- 1952 - Antonio Cicchetti, politico italiano
- 1952 - Len Elmore, ex cestista statunitense
- 1952 - Marie Anne Erize, modella e attivista argentina († 1976)
- 1952 - Attilio Fontana, politico italiano
- 1952 - Alain Sarde, produttore cinematografico francese
- 1952 - Paola Tedesco, attrice e doppiatrice italiana
- 1952 - Alain Teixidor, ex rugbista a 15 e allenatore di rugby a 15 francese
- 1952 - Leonid Tibilov, politico georgiano
- 1953 - Rosemary Ashe, soprano e attrice britannica
- 1953 - Gianfranco Casarsa, ex calciatore italiano
- 1953 - Giuliano Giubilei, giornalista e politico italiano
- 1953 - Eamonn Gregg, allenatore di calcio e ex calciatore irlandese
- 1953 - Steve Keen, economista australiano
- 1953 - Peter Mensch, manager statunitense
- 1953 - Steve Middleton, ex calciatore inglese
- 1953 - John Mills, ex nuotatore britannico
- 1953 - Melchior Ndadaye, politico burundese († 1993)
- 1953 - Nydia Velázquez, politica statunitense
- 1954 - Paolo Dosi, ex politico italiano
- 1954 - Gerd Müller, ex calciatore tedesco
- 1954 - Walter Müller, ex calciatore tedesco
- 1954 - Dīmītrīs Panagiōtou, ex calciatore cipriota
- 1955 - Cristina Boraschi, doppiatrice, direttrice del doppiaggio e dialoghista italiana
- 1955 - Pavel Cebanu, ex calciatore sovietico
- 1955 - Juan Carlos Lugones, ex arbitro di calcio boliviano
- 1955 - Reba McEntire, cantante, musicista e attrice statunitense
- 1955 - Brigitte Schuchardt, ex nuotatrice tedesca orientale
- 1955 - Francesco Scoppa, allenatore di calcio e calciatore italiano († 1994)
- 1955 - Leszek Swornowski, ex schermidore polacco
- 1956 - Antonio Bruschini, saggista, critico cinematografico e storico del cinema italiano († 2011)
- 1956 - Mario van der Ende, ex arbitro di calcio olandese
- 1956 - Jean-Louis Guignabodet, pilota motociclistico francese
- 1956 - Evelin Jahl, ex discobola tedesca
- 1956 - Luis María Lasúrtegui, ex canottiere spagnolo
- 1956 - Heddie Nieuwdorp, ex ciclista su strada olandese
- 1956 - Zizi Possi, cantante e blogger brasiliana
- 1956 - Corrado Taranto, attore italiano
- 1956 - Fiona Watt, biologa britannica
- 1957 - Peter Asmussen, scrittore danese († 2016)
- 1957 - Inés Ayala, politica e sindacalista spagnola († 2024)
- 1957 - Michael Dürsch, ex canottiere tedesco
- 1957 - Paul Eiding, attore e doppiatore statunitense
- 1957 - Harvey Glance, velocista statunitense († 2023)
- 1957 - Mark Spiro, musicista, cantautore e compositore statunitense († 2024)
- 1957 - Rune Ulvestad, ex calciatore norvegese
- 1957 - Gary Willis, bassista statunitense
- 1958 - Elisabeth Andreassen, cantante norvegese
- 1958 - Claudio Botosso, attore italiano
- 1958 - Bart Conner, ex ginnasta statunitense
- 1958 - Massimo Costantini, tennistavolista italiano
- 1958 - Valerio Fioravanti, terrorista italiano
- 1958 - Curt Hennig, wrestler statunitense († 2003)
- 1958 - Heinz Hermann, ex calciatore e allenatore di calcio svizzero
- 1958 - Adrian Lukis, attore inglese
- 1958 - Moon Moon Sen, attrice indiana
- 1959 - Paolo Agabitini, ex calciatore italiano
- 1959 - Zoé Chauveau, attrice francese
- 1959 - Odoacre Chierico, allenatore di calcio, ex calciatore e ex giocatore di calcio a 5 italiano
- 1959 - Laura Chinchilla Miranda, politica costaricana
- 1959 - Luciano Dussin, politico italiano
- 1959 - Jacob de Haan, compositore olandese
- 1959 - Joel McNeely, direttore d'orchestra e compositore statunitense
- 1959 - Jim Wright, cestista statunitense († 2022)
- 1960 - José Antonio Alonso, politico e giurista spagnolo († 2017)
- 1960 - Chris Barrie, attore britannico
- 1960 - Imma Battaglia, attivista e politica italiana
- 1960 - Maurizio Gambini, politico italiano
- 1960 - José Maria Neves, politico capoverdiano
- 1960 - Éric-Emmanuel Schmitt, drammaturgo, scrittore e saggista francese
- 1960 - Heidi Wiesler, ex sciatrice alpina tedesca
- 1960 - Shelly Yachimovich, politica e giornalista israeliana
- 1961 - Orla Brady, attrice irlandese
- 1961 - Ricardo Dabrowski, allenatore di calcio e ex calciatore argentino
- 1961 - Stefano Di Marino, scrittore, traduttore e critico letterario italiano († 2021)
- 1961 - Gianluca Greco, regista e sceneggiatore italiano
- 1961 - Victoria Osteen, scrittrice statunitense
- 1961 - Byron Scott, ex cestista e allenatore di pallacanestro statunitense
- 1961 - Barbara Wussow, attrice tedesca
- 1962 - Riccardo Belluta, giocatore di biliardo italiano
- 1962 - Alexandra Billings, attrice e attivista statunitense
- 1962 - Jure Franko, ex sciatore alpino sloveno
- 1962 - Silvano Goretti, calciatore belga († 1989)
- 1962 - Matthew Gribble, nuotatore statunitense († 2004)
- 1962 - Vladimir Kotin, ex pattinatore artistico su ghiaccio sovietico
- 1962 - Henry Markram, neuroscienziato israeliano
- 1962 - Roger Nygard, regista, sceneggiatore e produttore cinematografico statunitense
- 1962 - Darko Ruso, allenatore di pallacanestro serbo
- 1962 - Tony Spreadbury, ex arbitro di rugby a 15 e dirigente sportivo britannico
- 1962 - Aleksandr Vorob'ëv, ex calciatore sovietico
- 1962 - The Warlord, wrestler statunitense
- 1962 - Anne van Olst, cavallerizza danese
- 1963 - Pierpaolo Bombardieri, sindacalista italiano
- 1963 - Perry Bräutigam, allenatore di calcio e ex calciatore tedesco orientale
- 1963 - Roberto Cicala, editore, critico letterario e filologo italiano
- 1963 - Sandra Espeseth, ex cestista canadese
- 1963 - Brian Freeman, scrittore statunitense
- 1963 - Eva Gedin, editrice svedese
- 1963 - Derrick Gervin, ex cestista statunitense
- 1963 - Chieko Honda, attrice e doppiatrice giapponese († 2013)
- 1963 - Huang Chong, ex calciatore cinese
- 1963 - Sigurd Kristensen, ex calciatore e ex giocatore di calcio a 5 danese
- 1963 - Ralph Lewis, ex cestista e allenatore di pallacanestro statunitense
- 1963 - Zhang Jindong, imprenditore e dirigente d'azienda cinese
- 1964 - Miguel Alcubierre, fisico messicano
- 1964 - Enrico Corali, giurista italiano
- 1964 - Marty Embry, ex cestista statunitense
- 1964 - Karen Lumley, politica britannica († 2023)
- 1964 - Marco Onorati, allenatore di calcio e ex calciatore italiano
- 1964 - José Antonio Rodríguez, chitarrista e compositore spagnolo
- 1964 - Oleksandr Volkov, ex cestista, dirigente sportivo e politico ucraino
- 1965 - Steve Bull, allenatore di calcio e ex calciatore britannico
- 1965 - Anthony Dilweg, ex giocatore di football americano statunitense
- 1965 - Roberto Ferrante, produttore discografico italiano
- 1965 - Felipe Pérez Roque, politico cubano
- 1965 - Derek Sharp, cantante, chitarrista e produttore discografico canadese
- 1965 - Tom Tilley, ex hockeista su ghiaccio canadese
- 1965 - Srđan Todorović, attore serbo
- 1966 - Nathan Crowley, scenografo britannico
- 1966 - Jason Garrett, ex giocatore di football americano e allenatore di football americano statunitense
- 1966 - Nathalie Herreman, ex tennista francese
- 1966 - Franck Passi, allenatore di calcio e ex calciatore francese
- 1967 - Miroslav Chvíla, ex calciatore slovacco
- 1967 - Tracey Needham, attrice statunitense
- 1967 - Kajsa Ollongren, politica olandese
- 1967 - Orfeh, attrice e cantante statunitense
- 1967 - Ingrid Salvenmoser, ex sciatrice alpina austriaca
- 1967 - Alois Schwartz, allenatore di calcio tedesco
- 1967 - Ralph Schwarz, canottiere olandese († 1992)
- 1967 - Zoran Slavica, allenatore di calcio e ex calciatore jugoslavo
- 1967 - Manfred Stefes, allenatore di calcio e ex calciatore tedesco
- 1968 - Chad Biafore, ex hockeista su ghiaccio canadese
- 1968 - Thomas Bidegain, sceneggiatore francese
- 1968 - Alain Caveglia, ex calciatore francese
- 1968 - Iris Chang, storica e giornalista statunitense († 2004)
- 1968 - Chang Yaw-Teing, ex giocatore di baseball taiwanese
- 1968 - Chris Corchiani, ex cestista statunitense
- 1968 - Max Perlich, attore statunitense
- 1968 - Ademir Santos, ex calciatore giapponese
- 1968 - Renzo Testolin, politico italiano
- 1968 - Ichirō Ōkouchi, sceneggiatore giapponese
- 1969 - Jake Adelstein, giornalista, scrittore e investigatore statunitense
- 1969 - David Balleri, allenatore di calcio e ex calciatore italiano
- 1969 - Fabián Bustos, allenatore di calcio, dirigente sportivo e ex calciatore argentino
- 1969 - Giordano Caini, allenatore di calcio e ex calciatore italiano
- 1969 - Daniela Barcellona, mezzosoprano italiano
- 1969 - Greg Dennis, ex cestista statunitense
- 1969 - Ivan Gotti, ex ciclista su strada italiano
- 1969 - Ola Kaibjer, ex schermidore svedese
- 1969 - Nazan Kesal, attrice e regista teatrale turca
- 1969 - Elliot Perry, ex cestista statunitense
- 1969 - Brett Ratner, regista, produttore cinematografico e produttore televisivo statunitense
- 1969 - Rogério Micale, allenatore di calcio brasiliano
- 1969 - Earnie Stewart, ex calciatore statunitense
- 1969 - Ingrid Stöckl, ex sciatrice alpina austriaca
- 1969 - Ilke Wyludda, discobola e pesista tedesca († 2024)
- 1969 - Leigh Zimmerman, attrice, cantante e ballerina statunitense
- 1970 - Laura Badea-Cârlescu, ex schermitrice rumena
- 1970 - Sheri Biggs, politica statunitense
- 1970 - Sam Lake, autore di videogiochi e scrittore finlandese
- 1970 - Belén López, attrice spagnola
- 1970 - Elena Mozgovaja, ex cestista e allenatrice di pallacanestro russa
- 1970 - Detlef Musch, ex cestista tedesco
- 1970 - Auli Nyman, ex cestista finlandese
- 1970 - Sian Proctor, astronauta statunitense
- 1970 - Vince Vaughn, attore, sceneggiatore e produttore cinematografico statunitense
- 1970 - Jennifer Weiner, scrittrice, giornalista e produttrice televisiva statunitense
- 1971 - Mônica Carvalho, attrice brasiliana
- 1971 - Le Lucide, attrice, regista e sceneggiatrice italiana
- 1971 - Noh Jung-yoon, ex calciatore sudcoreano
- 1971 - Davor Pejčinović, ex cestista croato
- 1971 - Wesley Person, ex cestista statunitense
- 1972 - Pınar Ayhan, cantante turca
- 1972 - Rosangela Bessi, personaggio televisivo e ex modella italiana
- 1972 - Ol'ga Egorova, ex mezzofondista russa
- 1972 - Nick Frost, attore e comico britannico
- 1972 - Devinn Lane, ex attrice pornografica statunitense
- 1972 - Ledisi, cantautrice e musicista statunitense
- 1972 - Péter Lipcsei, ex calciatore ungherese
- 1972 - Dick Lukkien, allenatore di calcio olandese
- 1972 - Jeanette Lunde, ex sciatrice alpina e velista norvegese
- 1972 - Tiina Mikkola, ex biatleta finlandese
- 1972 - Karina Milei, politica argentina
- 1972 - Nathalie Santer, biatleta e fondista italiana
- 1972 - Michael Smith, ex cestista statunitense
- 1972 - Keith Tkachuk, ex hockeista su ghiaccio statunitense
- 1972 - Steve Walsh, arbitro di rugby a 15 neozelandese
- 1973 - Udeme Ekpeyong, ex velocista nigeriano
- 1973 - Kanako Itō, cantante giapponese
- 1973 - Björn Kuipers, ex arbitro di calcio olandese
- 1973 - Sergej Lelekin, ex ciclista su strada russo
- 1973 - Rochelle Martin, ex rugbista a 15 e vigile del fuoco neozelandese
- 1973 - Alessandro Montagnoli, politico italiano
- 1973 - Matt Nathanson, cantautore statunitense
- 1973 - Jacobo Odriozola, ex cestista spagnolo
- 1973 - Umaga, wrestler samoano americano († 2009)
- 1974 - Manuel dos Santos, ex calciatore francese
- 1974 - Jonas Eriksson, ex arbitro di calcio svedese
- 1974 - Merlina Gostiljac, ex cestista jugoslava
- 1974 - Kai Kahele, politico statunitense
- 1974 - Mark King, giocatore di snooker inglese
- 1974 - Daisuke Kishio, doppiatore giapponese
- 1974 - Matthias Koeberlin, attore tedesco
- 1974 - Jurij Nikitenko, ex calciatore e allenatore di calcio ucraino
- 1974 - Enrique Sánchez-Guijo, ex atleta paralimpico spagnolo
- 1974 - Mindaugas Timinskas, ex cestista lituano
- 1974 - Stéphanie Yon-Courtin, avvocato e politica francese
- 1975 - Marco Capparella, ex calciatore italiano
- 1975 - Salvatore Commesso, ex ciclista su strada e dirigente sportivo italiano
- 1975 - Iván Helguera, allenatore di calcio e ex calciatore spagnolo
- 1975 - Edzai Kasinauyo, calciatore zimbabwese († 2017)
- 1975 - Richard Kelly, regista, sceneggiatore e produttore cinematografico statunitense
- 1975 - Akshaye Khanna, attore indiano
- 1975 - Shanna Moakler, attrice e modella statunitense
- 1975 - Ashley Moody, politica e magistrata statunitense
- 1975 - Matt Reis, allenatore di calcio e ex calciatore statunitense
- 1975 - Marcos Alberto Skavinski, ex calciatore brasiliano
- 1975 - Meir Tapiro, ex cestista, allenatore di pallacanestro e dirigente sportivo israeliano
- 1975 - Alper Yılmaz, dirigente sportivo e ex cestista turco
- 1976 - Haruchika Aoki, pilota motociclistico giapponese
- 1976 - Fabien Audard, ex calciatore francese
- 1976 - Fritz Emeran, ex calciatore ruandese
- 1976 - Stephen Gethins, politico britannico
- 1976 - Dave Keuning, chitarrista statunitense
- 1976 - Rory McAllister, wrestler scozzese
- 1976 - Daniele Righi, dirigente sportivo e ex ciclista su strada italiano
- 1976 - Therese Torgersson, ex velista svedese
- 1977 - Allen Cunningham, giocatore di poker statunitense
- 1977 - Devon, ex attrice pornografica statunitense
- 1977 - Peter Ijeh, allenatore di calcio e ex calciatore nigeriano
- 1977 - Radu Jude, regista e sceneggiatore rumeno
- 1977 - Erik Rasmussen, ex hockeista su ghiaccio statunitense
- 1977 - Anna Rybicka, schermitrice polacca
- 1977 - Luca Simoni, ex velocista italiano
- 1977 - Antonio Vadillo, allenatore di calcio a 5 e ex giocatore di calcio a 5 spagnolo
- 1977 - Lauren Weisberger, scrittrice e giornalista statunitense
- 1977 - Annie Wersching, attrice statunitense († 2023)
- 1978 - Dave Esterkamp, ex cestista statunitense
- 1978 - Alicia Poto, cestista australiana
- 1978 - Elena Rogožina, modella russa
- 1979 - DJ Shocca, disc jockey e beatmaker italiano
- 1979 - Zsolt Bognár, ex calciatore ungherese
- 1979 - Simone Camilli, giornalista e fotoreporter italiano († 2014)
- 1979 - Ramona Cataleta, schermitrice italiana
- 1979 - Dănuț Coman, ex calciatore rumeno
- 1979 - Xavier Legrand, regista, attore e sceneggiatore francese
- 1979 - Daniel Montenegro, ex calciatore argentino
- 1979 - Chae Rim, attrice sudcoreana
- 1979 - Bahar Pars, attrice iraniana
- 1979 - Saul Smith, ex cestista e allenatore di pallacanestro statunitense
- 1979 - Richard Socrier, ex calciatore francese
- 1979 - Stefano Sorrentino, ex calciatore italiano
- 1979 - Alessandro Zoppetti, ex calciatore italiano
- 1980 - Mauro Andrizzi, regista cinematografico e sceneggiatore argentino
- 1980 - Wade Bishop, ex sciatore alpino statunitense
- 1980 - Cécile Corbel, cantante e arpista francese
- 1980 - Rod Ferrell, criminale statunitense
- 1980 - Sergej Makarov, pallavolista russo
- 1980 - Kaeo Pongprayoon, pugile thailandese
- 1980 - Angela Rayner, politica e sindacalista britannica
- 1980 - Rasmus Seebach, cantante danese
- 1980 - Massimo Stevanoni, hockeista in-line e ex hockeista su ghiaccio italiano
- 1980 - Albert Streit, ex calciatore rumeno
- 1980 - Olivier Thomert, calciatore francese
- 1980 - Oliver Vogt, ex cestista svizzero
- 1980 - Luke Walton, ex cestista e allenatore di pallacanestro statunitense
- 1981 - Martynas Andriukaitis, cestista lituano († 2014)
- 1981 - Geovanny Caicedo, ex calciatore ecuadoriano
- 1981 - Ėl'vira Chasjanova, sincronetta russa
- 1981 - Gareth David-Lloyd, attore gallese
- 1981 - Karoline Edtstadler, avvocato, giudice e politica austriaca
- 1981 - Lindsay Frimodt, modella statunitense
- 1981 - Eva Vica Kerekes, attrice slovacca
- 1981 - Mika Niskala, ex calciatore finlandese
- 1981 - Julia Stiles, attrice statunitense
- 1981 - Abdullo Tangriyev, judoka uzbeko
- 1982 - Flula Borg, attore e doppiatore tedesco
- 1982 - Bjarni Ólafur Eiríksson, ex calciatore islandese
- 1982 - Wálter Martínez, calciatore honduregno († 2019)
- 1982 - Aksana Mjan'kova, ex martellista bielorussa
- 1982 - Dylan Page, ex cestista statunitense
- 1982 - Barei, cantante, cantautrice e pianista spagnola
- 1982 - Pat Ryan, politico statunitense
- 1982 - Chris Spencer, ex giocatore di football americano statunitense
- 1982 - Luis Tejada, calciatore panamense († 2024)
- 1982 - Konrad Wysocki, ex cestista tedesco
- 1983 - Davidson Charles, ex calciatore haitiano
- 1983 - Ladji Doucouré, ex ostacolista francese
- 1983 - Seydou Koné, ex calciatore ivoriano
- 1983 - Ania Rusowicz, cantante polacca
- 1983 - Wang Yun, ex calciatore cinese
- 1983 - Demetrius Williams, giocatore di football americano statunitense
- 1984 - José Ciprian Alfonso, calciatore cubano
- 1984 - Joseph Bitangcol, attore filippino
- 1984 - Nicola Ciotola, calciatore italiano
- 1984 - Daumants Dreiškens, bobbista lettone
- 1984 - Sylvia Kibet, mezzofondista e maratoneta keniota
- 1984 - Mensur Mujdža, allenatore di calcio e ex calciatore croato
- 1984 - Christopher Samba, ex calciatore della Repubblica del Congo
- 1984 - Nikki Sanderson, attrice e conduttrice televisiva britannica
- 1984 - Lidia Schillaci, cantante italiana
- 1984 - Nikolaj Skvorcov, nuotatore russo
- 1984 - Bill Switzer, attore canadese
- 1984 - Alejandro Vela, ex calciatore messicano
- 1984 - Francesco Zambrella, preparatore atletico italiano
- 1985 - Guillaume Blot, ex ciclista su strada francese
- 1985 - Jake Ellenberger, artista marziale misto statunitense
- 1985 - Stefano Ferrario, allenatore di calcio e ex calciatore italiano
- 1985 - Chris Long, ex giocatore di football americano statunitense
- 1985 - Steve Mandanda, calciatore francese
- 1985 - Thomas Massamba, ex cestista della Repubblica Democratica del Congo
- 1985 - Raffael Caetano de Araújo, calciatore brasiliano
- 1985 - Frank van der Struijk, calciatore olandese
- 1985 - Akiko Suzuki, ex pattinatrice artistica su ghiaccio e coreografa giapponese
- 1985 - Rachid Tiberkanine, ex calciatore belga
- 1985 - Stan Wawrinka, tennista svizzero
- 1985 - Tiago da Silva, giocatore di baseball brasiliano
- 1986 - Mustafa Ali, wrestler statunitense
- 1986 - Habib Bellaïd, ex calciatore francese
- 1986 - Bowe Bergdahl, militare statunitense
- 1986 - Lady Gaga, cantautrice, compositrice e attrice statunitense
- 1986 - Emir Janjoš, ex calciatore bosniaco
- 1986 - J-Kwon, rapper statunitense
- 1986 - Kim Yoon-seo, attrice sudcoreana
- 1986 - Naoshi Komi, fumettista giapponese
- 1986 - Alberto Lucchese, ex rugbista a 15 italiano
- 1986 - Edward Ofere, ex calciatore nigeriano
- 1986 - Meaghan Oppenheimer, sceneggiatrice statunitense
- 1986 - Adaílson Pereira Coelho, calciatore brasiliano
- 1986 - Nikola Petković, ex calciatore serbo
- 1986 - Amaia Salamanca, attrice e modella spagnola
- 1986 - Barbora Strýcová, ex tennista ceca
- 1986 - Yang Dong-hyun, ex calciatore sudcoreano
- 1987 - Chiara Baschetti, modella e attrice italiana
- 1987 - Vaidas Baumila, cantante lituano
- 1987 - Yohan Benalouane, ex calciatore francese
- 1987 - Toni Calvo, ex calciatore spagnolo
- 1987 - Taty, giocatrice di calcio a 5 brasiliana
- 1987 - Toby Gerhart, giocatore di football americano statunitense
- 1987 - Kagney Linn Karter, attrice pornografica e modella statunitense († 2024)
- 1987 - Oļegs Laizāns, ex calciatore lettone
- 1987 - Jonathan Van Ness, attivista e attore statunitense
- 1987 - Nicolás Medina Ríos, ex calciatore cileno
- 1987 - Mario Paciolla, giornalista e attivista italiano († 2020)
- 1987 - Jakkraphan Pornsai, calciatore thailandese
- 1987 - María Pérez Fernández, calciatrice spagnola
- 1987 - Rowilson Rodrigues, calciatore indiano
- 1987 - Cayetano Sarmiento, ex ciclista su strada colombiano
- 1988 - Saeed Al Kathiri, calciatore emiratino
- 1988 - Khalid Al-Ghamdi, ex calciatore saudita
- 1988 - Weverton Almeida Santos, calciatore brasiliano
- 1988 - Andrea Ancellotti, cestista italiano
- 1988 - Geno Atkins, ex giocatore di football americano statunitense
- 1988 - Kevin Brands, calciatore olandese
- 1988 - Daniele De Angelis, attore italiano
- 1988 - Tomaž Druml, ex combinatista nordico austriaco
- 1988 - Ádám Holczer, calciatore ungherese
- 1988 - Steven Johnson, ex giocatore di football americano statunitense
- 1988 - Andrej Matejunas, ex cestista russo
- 1988 - Albert Reynolds, giavellottista santaluciano
- 1988 - Lacey Turner, attrice britannica
- 1988 - Mohamed Al Shehhi, calciatore emiratino
- 1988 - Alen Šket, pallavolista sloveno
- 1989 - Jon Aberasturi, ciclista su strada spagnolo
- 1989 - Omar Al Soma, calciatore siriano
- 1989 - Michel Avanzini, ex calciatore svizzero
- 1989 - Darko Bjedov, ex calciatore serbo
- 1989 - Logan Couture, hockeista su ghiaccio canadese
- 1989 - Alyssa D'Errico, ex pallavolista statunitense
- 1989 - David Goodwillie, calciatore scozzese
- 1989 - Zach Graham, cestista statunitense
- 1989 - Khalid Hacham, giocatore di calcio a 5, calciatore e giocatore di beach soccer norvegese
- 1989 - Abdellah Haidane, mezzofondista italiano
- 1989 - Hong Ah-reum, attrice sudcoreana
- 1989 - Lukas Jutkiewicz, calciatore inglese
- 1989 - Ákos Keller, cestista ungherese
- 1989 - Wenceslas Lauret, ex rugbista a 15 francese
- 1989 - Isiah Maxwell, attore pornografico statunitense
- 1989 - Mary Petruolo, attrice italiana
- 1989 - Chastity Reed, ex cestista e allenatrice di pallacanestro statunitense
- 1989 - Eian Sandvik, ex sciatore alpino norvegese
- 1989 - Sun-El Musician, disc jockey e produttore discografico sudafricano
- 1989 - Stian Sivertzen, ex snowboarder norvegese
- 1989 - Bruno Tiago Costa Araújo, ex calciatore brasiliano
- 1989 - Adrian Zieliński, sollevatore polacco
- 1989 - Sjarhej Žyhalka, scacchista bielorusso
- 1990 - Arslanmyrat Amanow, calciatore turkmeno
- 1990 - Michail Antonio, calciatore giamaicano
- 1990 - Joe Bennett, calciatore inglese
- 1990 - Ekaterina Bobrova, ex danzatrice su ghiaccio russa
- 1990 - Mona Brorsson, ex biatleta svedese
- 1990 - Tony Cascio, ex calciatore statunitense
- 1990 - Kalen Damessi, ex calciatore togolese
- 1990 - Francesca Gentili, pallavolista italiana
- 1990 - Laura Harrier, attrice e modella statunitense
- 1990 - Desmond Holloway, cestista statunitense
- 1990 - Dimitry Imbongo, calciatore congolese (Repubblica Democratica del Congo)
- 1990 - Mary-Jess Leaverland, cantautrice britannica
- 1990 - Dok2, rapper sudcoreano
- 1990 - Marcelo Gil Fernando, calciatore brasiliano
- 1990 - Luca Marrone, calciatore italiano
- 1990 - Yeimily Mojica, pallavolista portoricana
- 1990 - Tarah Murrey, pallavolista statunitense
- 1990 - Romain Métanire, calciatore malgascio
- 1990 - Alexi Pappas, mezzofondista e siepista statunitense
- 1990 - Fabrício dos Santos Messias, calciatore brasiliano
- 1991 - Mohamed Abbassi, cestista tunisino
- 1991 - Miriam Albano, soprano italiano
- 1991 - Robert Behling, canoista tedesco
- 1991 - Florin Bejan, calciatore rumeno
- 1991 - Amy Bruckner, attrice statunitense
- 1991 - Ștefan Burghiu, calciatore moldavo
- 1991 - Olivia Carnegie-Brown, canottiera britannica
- 1991 - Derek Carr, ex giocatore di football americano statunitense
- 1991 - David Cornell, calciatore gallese
- 1991 - James Craigen, calciatore inglese
- 1991 - Julián Cuesta, calciatore spagnolo
- 1991 - Andreea Diaconu, supermodella rumena
- 1991 - Nick Fink, attore statunitense
- 1991 - Aleksandra Gintrowska, cantante e attrice polacca
- 1991 - Karina González Muñoz, modella messicana
- 1991 - Kevin Hernández, cestista argentino
- 1991 - Lukas Hinterseer, calciatore austriaco
- 1991 - Hoya, cantante, ballerino e attore sudcoreano
- 1991 - Jordan McRae, cestista statunitense
- 1991 - Haiden Palmer, cestista statunitense
- 1991 - Marie-Philip Poulin, hockeista su ghiaccio canadese
- 1991 - Ryu Hye-young, attrice e modella sudcoreana
- 1991 - Yani Urdinov, ex calciatore belga
- 1991 - Taulant Xhaka, ex calciatore svizzero
- 1992 - Aleksandar Andrejević, calciatore serbo
- 1992 - Idriz Batha, calciatore albanese
- 1992 - Elena Bogdan, tennista rumena
- 1992 - Richard Dixon, ex calciatore panamense
- 1992 - Sergi Gómez, calciatore spagnolo
- 1992 - Nicolas Hamilton, pilota automobilistico britannico
- 1992 - Liam Hess, attore televisivo britannico
- 1992 - Bachtijar Kožataev, ex ciclista su strada kazako
- 1992 - Park Seung-hi, pattinatrice di short track e pattinatrice di velocità su ghiaccio sudcoreana
- 1992 - Adrian Phillips, giocatore di football americano statunitense
- 1992 - Alicia Quirk, rugbista a 15 australiana
- 1992 - Simone Ragusi, rugbista a 15 italiano
- 1992 - Bryan Silva Garcia, calciatore brasiliano
- 1992 - Berta Vázquez, attrice ucraina
- 1992 - Francesca Vitale, ex calciatrice italiana
- 1993 - Gabriele Bizzotto, mezzofondista italiano
- 1993 - Cody Caldwell, pallavolista statunitense
- 1993 - Leandro Figueroa, calciatore argentino
- 1993 - Christian Gow, ex biatleta canadese
- 1993 - Pavlin Ivanov, cestista bulgaro
- 1993 - Fabian Kalig, ex calciatore tedesco
- 1993 - Diego Medeiros, ex calciatore brasiliano
- 1993 - Yuniskel Molina, ex cestista cubano
- 1993 - Matija Nastasić, calciatore serbo
- 1993 - Filip Pankarićan, calciatore serbo
- 1993 - Josh Scowen, calciatore inglese
- 1993 - Chiara Tron, attrice italiana
- 1994 - Ivan Althuber, ex hockeista su ghiaccio italiano
- 1994 - Francesca Bagnoli, surfista italiana
- 1994 - Leonardo Bonatini, calciatore brasiliano
- 1994 - Agustín Bouzat, calciatore argentino
- 1994 - Aritz Elustondo, calciatore spagnolo
- 1994 - Simone Ferrari, rugbista a 15 italiano
- 1994 - Marcus Georges-Hunt, cestista statunitense
- 1994 - Cole Huff, ex cestista statunitense
- 1994 - Jérémy Mellot, calciatore francese
- 1994 - Mariano Miño, calciatore argentino
- 1994 - Tatiana Pinto, calciatrice portoghese
- 1994 - Cecilia Re, calciatrice italiana
- 1994 - Vinícius Silvestre, calciatore brasiliano
- 1994 - Dreezy, rapper e cantante statunitense
- 1994 - Fabian Strahm, giocatore di football americano svizzero
- 1994 - Ismael Tajouri, calciatore libico
- 1994 - Jackson Wang, rapper, cantante e conduttore televisivo hongkonghese
- 1994 - Dennis Widgren, calciatore svedese
- 1995 - Martin Falk, allenatore di calcio svedese
- 1995 - Justin Jackson, cestista statunitense
- 1995 - Bruce Kamau, calciatore keniota
- 1995 - Vladislav Lëvin, calciatore russo
- 1995 - Alberto Martín Marín, cestista spagnolo
- 1995 - Josh Morrissey, hockeista su ghiaccio canadese
- 1995 - Al-Quadin Muhammad, giocatore di football americano statunitense
- 1995 - Shaneel Naidu, calciatore figiano
- 1995 - Killian Peier, saltatore con gli sci svizzero
- 1995 - Will Smith, giocatore di baseball statunitense
- 1995 - Trần Minh Vương, calciatore vietnamita
- 1996 - Gonzalo Asis, calciatore argentino
- 1996 - Mason Cole, giocatore di football americano statunitense
- 1996 - Stefano Gandin, ex ciclista su strada italiano
- 1996 - Ramona Theresia Hofmeister, snowboarder tedesca
- 1996 - Jaraslaŭ Jarocki, calciatore bielorusso
- 1996 - Elios Manzi, judoka italiano
- 1996 - Phiona Mutesi, scacchista ugandese
- 1996 - Samuel Owusu, calciatore ghanese
- 1996 - Benjamin Pavard, calciatore francese
- 1996 - Henrik Rönnlöf Castegren, calciatore svedese
- 1996 - Max Strus, cestista statunitense
- 1996 - Xie Siyi, tuffatore cinese
- 1996 - Jorge Marco de Oliveira Moraes, calciatore brasiliano
- 1996 - Damian van Bruggen, calciatore olandese
- 1997 - Mohammed Al-Bakri, calciatore qatariota
- 1997 - Thierry Ambrose, calciatore francese
- 1997 - Eline Berger, canottiera olandese
- 1997 - Dani Cárdenas, calciatore spagnolo
- 1997 - Elnur Cəfərov, calciatore azero
- 1997 - Marko Dabro, calciatore croato
- 1997 - Giuseppe Di Mare, canottiere italiano
- 1997 - Joan Gamboa, calciatore uruguaiano
- 1997 - Kubilay Kanatsızkuş, calciatore turco
- 1997 - Emanuel Maciel, calciatore argentino
- 1997 - Braydon Manu, calciatore tedesco
- 1997 - Benson Manuel, calciatore belga
- 1997 - Derek Ogbeide, cestista nigeriano
- 1997 - Sebastian Samuelsson, biatleta svedese
- 1997 - Joshua Sims, calciatore inglese
- 1997 - Emil Soravuo, ginnasta finlandese
- 1997 - Yaw Yeboah, calciatore ghanese
- 1998 - L.J. Figueroa, cestista statunitense
- 1998 - James Fouché, ciclista su strada neozelandese
- 1998 - Aleks Grozdanov, pallavolista bulgaro
- 1998 - Elsa Håkansson-Fermbäck, sciatrice alpina svedese
- 1998 - Lars Lagerpusch, cestista tedesco
- 1998 - Sandi Lovrić, calciatore austriaco
- 1998 - Nicholas Milgate, giocatore di football americano statunitense
- 1998 - Dillon Radunz, giocatore di football americano statunitense
- 1998 - Gašper Trdin, calciatore sloveno
- 1998 - M.J. Walker, cestista statunitense
- 1998 - Lindell Wigginton, cestista canadese
- 1998 - Maja Bay Østergaard, calciatrice danese
- 1999 - Anavia Battle, velocista statunitense
- 1999 - Li Yueru, cestista cinese
- 1999 - Matías Meneses, calciatore cileno
- 1999 - Aaron Opoku, calciatore tedesco
- 2000 - Bilal Brahimi, calciatore francese
- 2000 - Francisco Duarte, calciatore uruguaiano
- 2000 - Ágúst Hlynsson, calciatore islandese
- 2000 - Anna Hoffmann, saltatrice con gli sci statunitense
- 2000 - Raí Lopes, calciatore brasiliano
- 2000 - Lu Yufei, ginnasta cinese
- 2000 - Chris Richards, calciatore statunitense
- 2000 - Denislav Stančev, calciatore bulgaro
- 2000 - Callum Styles, calciatore ungherese
- 2000 - Aleyna Tilki, cantante turca
- 2000 - Channing Tindall, giocatore di football americano statunitense
- 2000 - Bruno da Silva Costa, calciatore brasiliano
- 2000 - Taylon, calciatore brasiliano

## XXI secolo(42)
- 2001 - Alonso Aceves, calciatore messicano
- 2001 - Adrià Altimira, calciatore spagnolo
- 2001 - Hannah Auchentaller, biatleta italiana
- 2001 - Damiano Catania, pallavolista italiano
- 2001 - Josh Honohan, calciatore irlandese
- 2001 - Federico Nilo Maldini, tiratore a segno italiano
- 2001 - Mostafa Meshaal, calciatore qatariota
- 2001 - Tiago Palacios, calciatore uruguaiano
- 2001 - Ron Polonsky, nuotatore israeliano
- 2001 - María Vicente, multiplista e triplista spagnola
- 2001 - Wang Xiyu, tennista cinese
- 2002 - Abdullah Al-Yazidi, calciatore qatariota
- 2002 - Nicholas Bonfanti, calciatore italiano
- 2002 - Heorhij Jermakov, calciatore ucraino
- 2002 - Ian Ousley, attore statunitense
- 2002 - Rune Paeshuyse, calciatore belga
- 2002 - Daniel Tschofenig, saltatore con gli sci austriaco
- 2003 - Matthis Abline, calciatore francese
- 2003 - Adem Bona, cestista nigeriano
- 2003 - Ronnie Edwards, calciatore inglese
- 2003 - Calvin Kabuye, calciatore svedese
- 2003 - Hubert Kós, nuotatore ungherese
- 2003 - Matijus Remeikis, calciatore lituano
- 2003 - Felipe Salomoni, calciatore argentino
- 2003 - Isaak Touré, calciatore francese
- 2004 - Jacob Murrell, calciatore statunitense
- 2004 - Anna Ščerbakova, pattinatrice artistica su ghiaccio russa
- 2005 - Alperen Berber, lottatore turco
- 2005 - Xavier Biscayzacú, calciatore messicano
- 2005 - Tate Frantz, saltatore con gli sci e ex combinatista nordico statunitense
- 2005 - Damián Pizarro, calciatore cileno
- 2005 - Ibou Sané, calciatore senegalese
- 2005 - Joaquin Seys, calciatore belga
- 2005 - João Costa, calciatore brasiliano
- 2006 - Francisco Marizán, calciatore dominicano
- 2007 - Cailey Fleming, attrice statunitense
- 2007 - Quan Hongchan, tuffatrice cinese
- 2007 - Luke Roessler, attore canadese
- 2008 - Nicolás Azambuja, calciatore uruguaiano
- 2008 - Gustav De Waele, attore belga
- 2008 - Kenaz Kaniwete, velocista gilbertese
- 2011 - Maya Le Clark, attrice statunitense